# Pachycara nazca
Pachycara nazca är en fiskart som beskrevs av Anderson och Bluhm, 1997. Pachycara nazca ingår i släktet Pachycara och familjen tånglakefiskar. Inga underarter finns listade i Catalogue of Life.